# Franco de port (film, 1937)
Pour plus de détails, voir Fiche technique et Distribution.
Franco de port est un film français réalisé par Dimitri Kirsanoff et sorti en 1937. 

## Fiche technique
- Titre français : Franco de port
- Titre alternatif : Via Buenos Aires
- Réalisation : Dimitri Kirsanoff, assisté de Louis Pascal
- Scénario : Jacques Constant et Dimitri Kirsanoff
- Direction artistique : Jean Douarinou
- Décors : Jean Douarinou
- Photographie : Roger Montéran et Albert Viguier
- Son : Georges Gérardot
- Montage : Jean Lehérissey et Marcelle Saysset
- Musique : Georges Van Parys
- Production : René Bianco
- Société(s) de production :  Les Films Azur
- Société(s) de distribution : Pellegrin Cinéma
- Pays  : France
- Langue originale : français
- Format :  Noir et blanc - 1,33:1 - 35 mm - Son mono
- Genre : Policier
- Durée : 90 minutes
- Date de sortie :	
  - France : 14 mai 1937

Sources : Bifi et IMDb

## Distribution
- Paul Azaïs : Fernando
- Antonin Berval : Monsieur Fred
- Colette Darfeuil	: Thérèse
- Nadia Sibirskaïa  : Nana
- Marthe Mussine	: Lulu
- Pierre Clarel
- Nino Constantini : Le Souriant
- Jeanne Darcy
- Irène Devavry	: Margot
- Lucas Gridoux	: Le sous-directiuer de la Police Judiciaire
- Denise Jovelet	: La petite Monique
- Christiane Landis	: Une prostituée
- Robert Le Vigan	: Henri
- Milly Mathis	: Marianne
- Suzanne Nivette	: La mère supérieure
- Sinoël	: Monseigneur

acteurs et actrices non créditées :
- Hélène Constant	: Une prostituée
- Édouard Delmont	: Le barman
- Fernand Flament	: Le Frileux
- René Lacourt : Durand
- Teddy Michaud : Dédé
- Georges Saillard : Le docteur de la Police Judiciaire
- Pierre Sergeol	: Maxime
- Madeleine Sologne : Une prostituée